# Сафарі-6
«Сафарі-6» — радянський художній фільм 1990 року, знятий режисером Андрейсом Аболсом.

## Сюжет
У незрозуміло якій країні йде громадянська війна. У наметовий табір за завданням зі штабу прибуває офіцер, молодий капітан Андер, який не сприймає безладу й вольниці серед бійців-«волосатиків», що скидаються на найманців. У спецгрупу Андера призначаються надійний сержант Гез і досвідчений капрал Гредо, з яким у сержанта давня ворожнеча. Завдання — проникнути в глибокий тил противника і знищити стратегічно важливий об'єкт. Під час виконання завдання, боїв та диверсій Гез починає підозрювати, що підрозділ використовується як пішак, яким жертвують у шаховій партії…

## У ролях
- Віктор Шустов — капітан Андер
- Віталій Царегородцев — капрал Гредо
- Віктор Авілов — сержант Гез
- Віра Сизоненко — Беата
- Наталія Леденцова — Інга
- Олег Мітяєв — Берт
- Віктор Соловйов — майор
- Євген Гребнєв — полковник
- Олександр Свищов — капітан СБ
- Олександр Бриксін — Друо
- Олександр Тараньжин — Вад
- Олег Комаров — солдат
- Олег Леушин — солдат
- Володимир Таранта — солдат
- Андрій Димшаков — солдат
- В'ячеслав Логінов — солдат
- Володимир Шевельов — солдат
- Андрій Мурашов — солдат
- Володимир Топорков — солдат
- Володимир Козаков — солдат
- Володимир Кулик — солдат
- Альберт Мальцев — солдат
- Костянтин Юшкевич — солдат
- Олексій Потапов — комірник
- Лариса Гретчина — епізод
- Леонід Осокін — епізод
- Вадим Зайцев — епізод
- Кирило Козлов — епізод

## Знімальна група
- Режисер — Андрейс Аболс
- Сценарист — Андрейс Аболс
- Оператор — Євген Гребнєв
- Композитор — Юрій Хазін
- Художник — Віталій Бабушкін
- Продюсер — Андрейс Аболс